# Jude Law
Jude Law (Lewinsham, Londres, 29 de desembre de 1972) és un actor de cinema i teatre anglès.

## Començaments artístics
Els seus pares, Peter i Mary, eren mestres d'escola, però actualment tenen la seva companyia pròpia de teatre amb la qual treballen a França. La seva germana gran (Natasha) és fotògrafa.
Als 12 anys començà a treballar al National Youth of Music Theatre. I als 17 anys deixà definitivament els estudis per fer un paper fix a la sèrie de televisió Famílies, produïda l'any 1990 per la televisió britànica.
L'any 1992 començà la seva carrera com a actor de teatre. Va rebre un nomenament al premi Laurence Olivier com a Actor Revelació per l'actuació a l'obra de teatre Indiscretions, als escenaris de Londres. Tornà a fer la mateixa obra, acompanyat per Kathleen Turner, als escenaris de Broadway, cosa que li va donar una nominació a la categoria de Millor Actor Revelació al premi Tony, quelcom semblant a un Oscar del teatre. No va guanyar el premi, però sí el Theatre World Award.
Després del seu èxit als escenaris va començar la carrera davant les càmeres amb Shopping, l'any 1994, però el seu primer paper destacat al cinema nord-americà no arribà fins Gattaca, faula futurista on acompanyà Ethan Hawke i Uma Thurman.

## Vida sentimental
El 2 de setembre de 1997 es casà amb l'actriu i dissenyadora Sadie Frost (1966). Es divorciaren el 29 d'octubre de 2003, després de tenir tres fills: Rafferty Law (6 d'octubre de 1996), Iris Law, (25 d'octubre de 2000), i Rudy Indiana Otis Law (10 de setembre del 2002). i un fill amb Samantha Burke en 2009. També té un fillastre, Finlay Mungo Kemp (setembre de 1990) nascut del primer matrimoni de Sadie amb Gary Kemp, membre de Spandau Ballet.
La seva companya sentimental després del trencament va ser l'actriu Sienna Miller, que va conèixer durant el rodatge d'Alfie. Malgrat tot això, sembla que les infidelitats d'aquest amb Daysi Wright, la mainadera dels seus fills, precipità la fi de la relació, que reprengueren entre 2009 i 2011.

## Desenvolupament artístic
És amic d'Ewan McGregor, i paradoxalment tots dos eren a la llista de rumors com a possibles James Bond per al futur immediat. Sean Connery va dir que el seu favorit pel paper seria McGregor, Pierce Brosnan apuntà a Colin Farrell, de manera que només mancava un altre veterà 007, que el senyalés com a favorit (Roger Moore, potser?.)
Té dos punts de contacte amb The Beatles, en un tatuatge del braç esquerre està escrita part de la cançó dels músics britànics Sexy Sadie, record de la que va ser la seva dona. A més, segons declarà ell mateix duran una entrevista televisada, el seu nom de pila, Jude, prové també d'una cançó del grup de Liverpool, "Hey Jude".
Li oferiren interpretar el paper principal de From Hell, però refusà i el paper va ser per a Johnny Depp. També havia de ser el dolent de Star Trek: Nèmesi, última part de la nissaga cinematogràfica protagonitzada pel capità Jean-Luc Picard i els seus nois, però no l'interessà incorporar-se a la galàxia trekkie.
Es trencà una costella mentre filmava les escenes del seu assassinat al iot de L'enginyós senyor Ripley. La necròfila i el col·leccionisme es troben a la seva mania de quedar-se amb les samarretes que vestien els seus personatges quan eren assassinats a les pel·lícules Midnight in the Garden of Good evil,The Talented of Mr. Ripley i Gattaca.
És seguidor de l'equip de futbol del Tottenham.
Sobre la reiterada tendència de les revistes a incloure'l a llurs llistes com un actor dels més atractius i el seu paper de gigoló robòtic a la faula futurista dirigida per Steven Spielberg Artificial Intelligence, l'actor diu:"Mai no he sabut vendre'm com a sex symbol. No és així com m'han programat. Sempre he pensat que el príncep encantador de La Ventafocs era un personatge avorrit. En realitat jo el que volia era interpretar la bruixa".

## El treball i l'economia
De tota la seva filmografia odia especialment Music from Another Room, filmada el 1996, no estrenada a Espanya, i de la qual diu que és l'únic film de tota la seva carrera que no li agrada gens i només la va fer pensant en els diners que li pagarien.
El seu sou s'ha anat incrementant a mesura que progressava a la seva carrera, i encara que sense dubte el 2005 havia d'ésser el seu any, a jutjar per la quantitat de projectes que va estrenar en un temps relativament curt, és clar que els productors el consideren una estrella veient quant li paguen. Només cobrà 750.000 dòlars per interpretar el nen ric de The Talented of Mr. Ripley, però li pagaren 10 milions de dòlars per encarnar el galant de Cold Mountain, i el mateix s'avingué a rebaixar la cotització lleument per fer amb posterioritat dos films que li interessaven especialment: Alfie, per la que va cobrar 8 milions de dòlars, o Closer, per la qual va cobrar 9,5 milions de dòlars.

## Filmografia

### Pel·lícules
| Any  | Títol                                           | Personatge                    |      |          |                     |
| ---- | ----------------------------------------------- | ----------------------------- | ---- | -------- | ------------------- |
| Any  | Títol                                           | Personatge                    | 1994 | Shopping | Paul W. S. Anderson |
| 1996 | I Love You, I Love You Not                      | Ethan                         |      |          |                     |
| 1997 | Bent                                            | Stormtrooper                  |      |          |                     |
| 1997 | Wilde                                           | Lord Alfred Douglas           |      |          |                     |
| 1997 | Gattaca                                         | Jerome Eugene Morrow          |      |          |                     |
| 1997 | Midnight in the Garden of Good and Evil         | Billy Carl Hanson             |      |          |                     |
| 1998 | Music from Another Room                         | Danny                         |      |          |                     |
| 1998 | Final Cut                                       | Jude                          |      |          |                     |
| 1998 | The Wisdom of Crocodiles                        | Steven Grlscz                 |      |          |                     |
| 1999 | eXistenZ                                        | Ted Pikul                     |      |          |                     |
| 1999 | Presence of Mind                                | Secretario                    |      |          |                     |
| 1999 | L'enginyós senyor Ripley                        | Dickie Greenleaf              |      |          |                     |
| 2000 | Love, Honour and Obey                           | Jude                          |      |          |                     |
| 2001 | Enemy at the Gates                              | Vasily Zaytsev                |      |          |                     |
| 2001 | A.I. Artificial Intelligence                    | Gigolo Joe                    |      |          |                     |
| 2002 | Road to Perdition                               | Harlen Maguire                |      |          |                     |
| 2003 | Cold Mountain                                   | W.P. Inman                    |      |          |                     |
| 2004 | I Heart Huckabees                               | Brad Stand                    |      |          |                     |
| 2004 | Alfie                                           | Alfie                         |      |          |                     |
| 2004 | Closer                                          | Daniel Wool                   |      |          |                     |
| 2004 | The Aviator                                     | Errol Flynn                   |      |          |                     |
| 2004 | Sky Captain and the World of Tomorrow           | Capitán Sky / Joseph Sullivan |      |          |                     |
| 2004 | Lemony Snicket's A Series of Unfortunate Events | Lemony Snicket                |      |          |                     |
| 2006 | All the King's Men                              | Jack Burden                   |      |          |                     |
| 2006 | Breaking & Entering                             | Will Francis                  |      |          |                     |
| 2006 | The Holiday                                     | Graham Simpkins               |      |          |                     |
| 2007 | My Blueberry Nights                             | Jeremy                        |      |          |                     |
| 2007 | Sleuth                                          | Milo                          |      |          |                     |
| 2009 | Rage                                            | Minx                          |      |          |                     |
| 2009 | The Imaginarium of Doctor Parnassus             | Tony                          |      |          |                     |
| 2009 | Sherlock Holmes                                 | Dr. John H. Watson            |      |          |                     |
| 2010 | Repo Men                                        | Remy                          |      |          |                     |
| 2011 | Contagion                                       | Alan Krumwiede                |      |          |                     |
| 2011 | Hugo                                            | Pare d'Hugo                   |      |          |                     |
| 2011 | Sherlock Holmes: A Game of Shadows              | Dr. John H. Watson            |      |          |                     |
| 2012 | 360                                             | Michael Daly                  |      |          |                     |
| 2012 | Anna Karenina                                   | Alexei Karenin                |      |          |                     |
| 2012 | Rise of the Guardians                           | Pitch, el Bogeyman (Voz)      |      |          |                     |
| 2013 | Side Effects                                    | Dr. Jonathan Banks            |      |          |                     |
| 2013 | Dom Hemingway                                   | Dom Hemingway                 |      |          |                     |
| 2014 | The Grand Budapest Hotel                        | El jove autor                 |      |          |                     |
| 2014 | Black Sea                                       | Capitá Robinson               |      |          |                     |
| 2015 | Spy                                             | Bradley Fine                  |      |          |                     |
| 2016 | Genius                                          | Thomas Wolfe                  |      |          |                     |
| 2017 | King Arthur: Legend of the Sword                | Vortigen                      |      |          |                     |
| 2018 | Bèsties fantàstiques: Els crims de Grindelwald  | Albus Dumbledore              |      |          |                     |
| 2019 | Captain Marvel                                  | Yon-Rogg                      |      |          |                     |
| 2020 | The Rhythm Section                              | Iain Boyd                     |      |          |                     |
| 2020 | The Nest                                        | Rory O'Hara                   |      |          |                     |
| 2022 | Bèsties fantàstiques: Els secrets de Dumbledore | Albus Dumbledore              |      |          |                     |
| 2023 | Peter Pan & Wendy                               | Capitá Garfio                 |      |          |                     |
| 2023 | Firebrand                                       | Enric VIII d'Anglaterra       |      |          |                     |
| 2024 | The Order                                       | Terry Husk                    |      |          |                     |
| TBA  | Eden                                            | TBA                           |      |          |                     |

### Series
| Any  | Títol original                   | Paper           | Notes                                |
| ---- | -------------------------------- | --------------- | ------------------------------------ |
| 1990 | Families                         | Nathan Thompson | Serie                                |
| 1991 | The Case-Book of Sherlock Holmes | Joe Barnes      | Serie: Episodi "Shoscombe Old Place" |
| 1991 | Sherlock Holmes                  | Joe Barnes      | Serie: Episodi Shoscombe Old Place   |
| 2016 | The Young Pope                   | Papa Pío XIII   | Serie: 10 episodis                   |
| 2017 | Neo Yokio                        | Charles (voz)   | Serie: 7 episodis                    |
| 2020 | The Third Day                    | Sam             | Serie: 5 episodis                    |
| 2019 | The New Pope                     | Papa Pío XIII   | Serie: 9 episodis                    |
| 2024 | Star Wars: Skeleton Crew         | La Força        | Serie de Disney+                     |
| TBA  | Black Rabbit                     |                 | Serie de Netflix                     |

## Premis i nominacions

### Premis Oscar
| Any  | Categoria              | Títol                    | Resultat |
| ---- | ---------------------- | ------------------------ | -------- |
| 1999 | Millor actor secundari | L'enginyós senyor Ripley | Candidat |
| 2003 | Millor actor           | Cold Mountain            | Candidat |

### Globus d'Or
| Any  | Categoria              | Títol                         | Resultat |
| ---- | ---------------------- | ----------------------------- | -------- |
| 2000 | Millor actor secundari | L'enginyós senyor Ripley      | Candidat |
| 2002 | Millor actor secundari | Artificial Intelligence: A.I. | Candidat |
| 2004 | Millor actor dramàtic  | Cold Mountain                 | Candidat |

### Premis BAFTA
| Any  | Categoria              | Títol                    | Resultat  |
| ---- | ---------------------- | ------------------------ | --------- |
| 1999 | Millor actor secundari | L'enginyós senyor Ripley | Guanyador |
| 2003 | Millor actor           | Cold Mountain            | Candidat  |